# Archiv České televize
Archiv a programové fondy České televize (zkratka APF) je specializovaný archiv České televize. Organizačně se dělí na tři samostatné útvary v Praze, Brně a Ostravě.

## Historie
Počátky archivu České televize lze datovat do doby zahájení zkušebního veřejného televizního vysílání v roce 1953, ukládání záznamů, dokumentů a materiálů se ale rozšířilo až v roce 1959 po osamostatnění televize od Československého rozhlasu. Odbor archivů a dokumentace byl v Československé televizi zřízen roku 1962 a teprve v dubnu 1965 byl zřízen archiv jako samostatný organizační útvar. Ačkoliv hlavním sídlem archivu byla Měšťanská beseda v Praze, depozitáře byly takřka po celé republice a archiválie nebyly často řádně uskladněny.
V roce 1968 byla metodicky rozdělena správa archiválií od obhospodařování materiálů televizního programového fondu. V roce 1971 se obě oddělení opět spojila. Velkou výhodou pro archiv byla pak stavba nové budovy České televize na Kavčích horách.
Při povodních v roce 1997 byla část archivu v Ostravě poškozena a materiály byly převezeny na Kavčí hory. Podle zákona 499/2004 Sb. je archiv České televize zařazen mezi specializované archivy. Od roku 2013 je archiv podřízen oddělení Ekonomiky a provozu.

## Funkce
APF v současné době primárně zajišťuje správu všech audiovizuálních záznamů včetně jejich technické přípravy a distribuce na záznamová, střihací, digitalizační a vysílací pracoviště. Současně dokumentuje část starších audiovizuálních pořadů a záznamů a zvukových snímků a přejímá a katalogizuje písemnosti. Denně spolupracuje s tvůrčími štáby při výběru archivních ukázek, provádí odborné rešerše a vytváří metodiku evidence a vyhledávání v databázích. Jednou z hlavních činností APF v posledních letech je příprava a implementace postupů pro digitální archivaci a práci s digitálními archivními materiály v ČT a systematická digitalizace historických fondů.